# 马尔西
马尔西（法語：Marcy，法語發音：[maʁsi]）是法国罗讷省的一个市镇，属于索恩河畔自由城区。

## 地理
马尔西（45°54'54"N, 4°40'54"E）面积3.33 平方千米，位于法国奥弗涅-罗讷-阿尔卑斯大区罗讷省，该省份为法国中东部省份，北起顺时针与索恩-卢瓦尔省、安省、里昂大都会、伊泽尔省和卢瓦尔省接壤。
与马尔西接壤的市镇（或旧市镇、城区）包括：拉沙萨涅、沙尔奈、吕斯奈、莫朗塞。

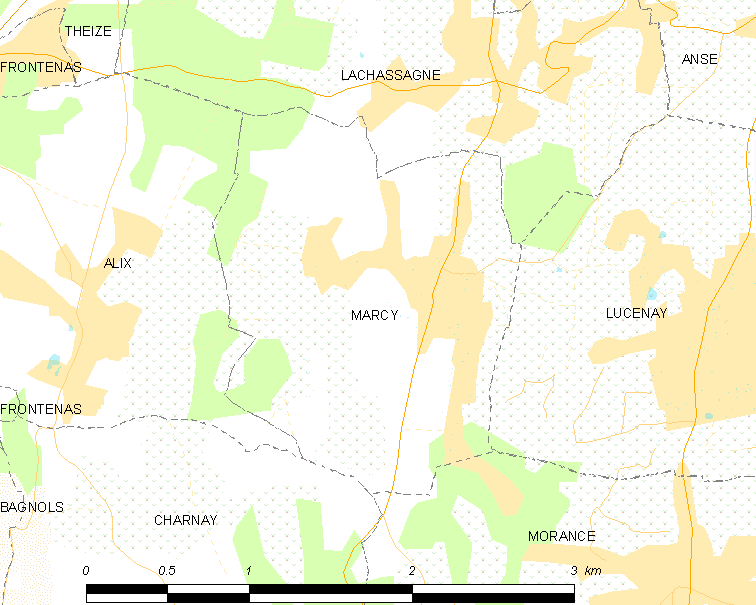
马尔西的OSM定位图

马尔西的时区为UTC+01:00、UTC+02:00（夏令时）。

## 行政
马尔西的邮政编码为69480，INSEE市镇编码为69126。

## 政治
马尔西所属的省级选区为昂斯县。

## 人口

1962-2008年间马尔西人口变化图示

马尔西于2022年1月1日时的人口数量为879人。